# 中台関係
中台関係（ちゅうたいかんけい）とは、中華人民共和国（中国大陸）と中華民国（台湾）との関係のこと。中台の当局者同士は「台湾海峡両岸関係」（たいわんかいきょうりょうがんかんけい）略して「両岸関係」（りょうがんかんけい）と呼ぶことが多いという。

## 鄭氏政権から日清戦争終結まで（1662年～1895年）
台湾には古来、マレー・ポリネシア系の先住民（台湾原住民）が居住していたが、12世紀ごろから中国大陸から漢民族が到来し始め、13世紀末に元の世祖クビライが台湾南西の島、澎湖島に巡検司を設置した。
明代後半の16世紀末から、現在の福建省からの移民が本格化した。1661年、鄭成功（実母は日本人）が当時台湾を植民地支配していたオランダを駆逐して、台湾史上初の漢民族政権を樹立した（鄭氏政権）。しかし、鄭氏政権は1683年、わずか20年余りで清国に制圧された。鄭成功は、「反清復明」（満州民族の王朝である清を打倒し、漢民族の王朝である明を復興する）の目標を果たすことなく死去したが、台湾開発の基礎を築いた実績は今日の台湾でも高く評価されており、台湾人の不屈精神の支柱・象徴「開発始祖」「民族の英雄」として社会的に極めて高い地位を占めている。
鄭氏政権が倒れた翌年の1684年、康熙帝が台湾領有の詔勅を下し、台湾を清国の版図としたが、台湾を「化外の地」として扱って実質的に統治せず、漢民族の移住を厳しく制限した。しかし、その後も福建人や広東人、客家人が台湾に多数移住した。
台湾出兵の発端となった台湾原住民による日本人船員殺害事件（1871年）では、清は日本政府の賠償要求に対し、管轄外として拒否した。

## 日清戦争終結から第二次世界大戦終結まで（1895～1945年）
1895年、日清戦争後に締結された下関条約により、台湾は清から大日本帝国に割譲された。この頃の台湾の総人口は約300万人、うち漢民族は約255万人、原住民は約45万人だったという。この間の日本の政策により、中国大陸と台湾の往来は激減した。

## 国民政府の領有と台北遷都（1945～1949年）
ポツダム宣言が調印された1945年9月2日、連合国軍最高司令官総司令部 (GHQ) は指令第1号において台湾の日本軍に対して中国軍（国民革命軍）の蔣介石軍事委員長への投降を命じた。蔣介石は、すでにその1日前（9月1日）、「台湾省行政長官公署」と「台湾警備総司令部」を設置し、陳儀陸軍大将を初代台湾行政長官兼台湾警備総司令官に任命していた。同年10月17日、国民政府の中国軍と官吏あわせて1万人以上が米軍の全面的支援を受けて基隆港から上陸、台湾の領有を開始した。10月25日には、上海から到着したばかりの陳儀初代行政長官と安藤利吉台湾総督兼台湾軍司令官との間で降伏文書の調印が行われた（台湾光復）。この日は現在も「光復節」として台湾（中華民国）の休暇を伴わない記念日となっている。
台湾光復後まもなく、中国大陸では蔣介石率いる中国国民党と毛沢東率いる中国共産党との国共内戦が本格化し、台湾では著しい物資不足と激しいインフレーションが襲った。1946年3月には早くも、長官公署の無能・腐敗を糾弾する「人民自由防衛委員会」が発足している。そして、1947年2月28日の台湾住民と官憲の衝突をきっかけに台北市に戒厳令が敷かれ、国民党軍や官憲による住民の弾圧・粛清が行われた（二・二八事件）。この事件により知識人を中心にわずか2週間余りの間に少なくとも約2万8千人が殺害され、今日に至る「本省人」と「外省人」の深い溝を作った。
米国の抗議を受け、蔣介石は陳儀を免職とし、台湾行政長官公署を廃止して台湾省政府を設置し、魏道明を初代省政府主席に任命した。1948年末には、蔣介石の腹心である陳誠を第2代省政府主席兼台湾警備総司令官に、長男である蔣経国を中国国民党台湾省委員会主任委員に任命した。1949年5月20日、台湾全土に戒厳令が布告された（この戒厳令は、蔣経国政権末期の1987年7月にようやく解除された）。
1949年4月23日、中華民国の首都南京が陥落すると、まもなく毛沢東率いる中国共産党が中国大陸をほぼ掌握し、10月1日、中華人民共和国の建国を宣言。国民党政権は12月8日、台北遷都を決定した。蔣介石は台湾退却後も「中華民国こそが中国の正統政権」と主張し、台湾を「大陸反攻」の拠点と位置づけたのに対し、中国大陸の中華人民共和国政府は「台湾解放」を掲げた。こうして、中華人民共和国と中華民国が、それぞれ中国大陸と台湾を支配統治しつつ、互いに国家としての存在を否定し軍事的に対峙する「両岸関係」の歴史が始まった。

## 「解放台湾」と「反攻大陸」の時代（1949年～1978年）

### アメリカの台湾海峡「中立化」
人民解放軍の金門島上陸作戦では中華民国軍が激戦の末に勝利し、金門島を死守した（1949年10月25日、古寧頭の戦い）ものの、国共内戦は台湾に退却した国民政府に不利な情勢が続いていた。1950年1月には国共の和平工作（双十協定）に失敗して国民党への援助を打ち切ったアメリカのトルーマン政権が台湾海峡に介入しないとする声明を発表。これに勢いづいた共産党中央は、人民解放軍に空軍、海軍を創設して台湾の武力解放作戦に向けた準備を本格化させ、まず海南島と浙江省沖・舟山群島を相次いで武力制圧した。
1950年6月、朝鮮戦争が勃発。北朝鮮の進軍を「国際共産勢力の侵略」とみなしたトルーマン政権は、一転して台湾海峡に第七艦隊を派遣し、台湾海峡の中立化を宣言、「将来の台湾の地位は未定」と声明した（台湾地位未定論）。こうして、アメリカが米中全面戦争を恐れ、毛沢東政権による台湾侵攻と蔣介石政権による中国大陸反攻のいずれも認めない方針をとったことにより、共産党の台湾“解放”作戦は頓挫した。

### 台湾海峡危機
1953年7月の朝鮮戦争休戦、1954年の第一次インドシナ戦争停戦（ジュネーヴ協定）を受け、毛沢東は再び「台湾解放」を発令、1954年9月、人民解放軍は金門・馬祖への激しい砲撃を開始した（第一次台湾海峡危機）。翌年1月には一江山島を武力制圧、2月には大陳島を“解放”して（大陳島撤退作戦）、戦闘は終結した。
1951年から台湾への軍事支援を再開したアメリカは、1954年12月に米華相互防衛条約を締結し、台湾支援を本格化した。1958年8月23日、人民解放軍は突然、金門島に対する砲撃を開始し、いわゆる金門砲戦（八二三砲戦）が勃発し、金門島の海上封鎖が試みたが、アメリカ第7艦隊の支援を受けた中華民国国軍が海上輸送作戦を展開してこれを阻止した（第二次台湾海峡危機）。

### 第三次国共合作の模索
中国は1955年ころから表向きの方針を「武力解放」から「和平解放」に転じた。まず、周恩来首相が平和統一の話し合いを呼び掛けるとともに、国共内戦後アメリカに亡命した李宗仁元総統代行の秘書を通じて「第三次国共合作」による祖国統一を初提案した。毛沢東からは、国共内戦時の和平交渉団で国民党側の代表だった章士釗を通じて、「国共合作による平和統一」「台湾への高度な自治権保証」など、後の「一国二制度」案の原型となる提案がなされた。その後も1960年、密使を通じて、「外交権以外の自治権保証」「台湾への資金援助」などの四項目を提案、1965年には「蔣介石の国民党総裁身分での大陸帰郷」「蔣介石の長男・蔣経国の台湾省長への任命」「中華民国陸軍四個師団の存置」など六項目を提案した。このころ、中国共産党中央委員会は、「台湾をアメリカに渡すより蔣父子（蔣介石及び蔣経国）に残した方がよい」という台湾工作の大方針のもと、「一綱四目」（一綱：中台統一の原則、四目：軍政の蔣政権への委任、中国中央による台湾への経済支援、台湾の社会改革の尊重、中台スパイ合戦の中止）を台湾政策として確立していた。
これに対し、台湾の蔣介石は一貫して「大陸反攻」を掲げ、中国側の提案を拒否した。逆に1962年ころには、大躍進政策失敗を好機と捉えて大陸反攻を計画したが（国光計画）、全面戦争に発展することを恐れたアメリカ・ケネディ政権の反対で実行されなかった。その後も文化大革命の混乱に乗じて、「毛沢東討伐救国連合戦線」の結成を呼び掛けたり、人民解放軍将兵の寝返りを奨励するなどした。

### 台湾・国府の国際的孤立化
1949年以後、国民政府の実効支配は台湾とその周辺島嶼に限られていたが、あくまで「中国の正統政府」と自らを称し、アメリカの支援も背景に国連の議席や常任理事国としての地位を維持していた。また、「漢賊不両立」を掲げていた蔣介石は、「反乱団体」と位置づけていた中国共産党との外交関係の両立を拒否し、同様に中国も「二つの中国」に強く反対していたため、他国は中華人民共和国か中華民国かどちらか一方との外交関係を迫られ、中台間で「外交戦争」（外交関係の奪い合い）が展開されていた。
1950年代から中華民国と国交をもつ国は増え続け、1969年にピークの68カ国に達したが、1970年代に入ると「外交戦争」の形勢はにわかに逆転した。1970年、国連の中国代表権問題の表決で中共政権支持派が初めて優位になった。1971年には、アメリカ・ニクソン政権が対中接近政策に転換。国連も「蔣介石の代表を追放する」という内容の国際連合総会決議2758を可決、中華民国は自ら国連を脱退した。国交をもつ国の数も中国に逆転され、中華民国の国際的孤立は一気に深まった。

## 両岸交流の再開と「平和統一」をめぐる攻防（1979年～2000年）

### 一国二制度による平和統一提案
1979年1月、中国がアメリカとの国交を樹立すると、中国の最高指導者に復権した鄧小平は、国家目標として「四つの近代化」と並んで「台湾の復帰による祖国統一の完成」を掲げ、訪米先で「二度と『台湾解放』という言葉を使わない」と言及して「平和統一」を全面的に打ち出した。全人代常務委員会も「台湾同胞に告げる書」を発表し、両岸の交流（三通四流）を呼び掛けた。さらに1981年9月には葉剣英全人代常務委員会委員長の名において「第三次国共合作」「三通四流」「台湾の高度の自治権の享受」など九項目を提案した（葉九点）。
これに対し、蔣介石の後を継いだ蔣経国総統は、中共政権とは絶対に「接触しない」「交渉しない」「妥協しない」という「三不政策」により中国側の提案を拒否。1982年に「三民主義による中国統一（三民主義統一中国）」を対中政策として確立・堅持した。鄧小平はあきらめず、蔣経国との間で密使を通わせつつ、1983年6月、「国共両党の平等な対話」「台湾の司法権独立、軍隊保有の容認」「台湾当局の人事権の独立」など六項目を提案した（鄧六点）。一方では「二つの中国」につながる完全な自治権、三民主義による中国統一などに反対との立場も示し、「武力行使による統一」という選択肢も絶対に放棄しないとたびたび公言した。蔣経国も1987年から沈誠という密使を北京に派遣して交渉を行っていた。

### 中台交渉の開始
中国大陸とは対照的にアメリカの庇護のもと経済発展を遂げた台湾では、1970年代末から民主化運動が活発化した。蔣経国は政治改革を決断、1987年7月に38年間続いていた戒厳令を解除するとともに、集会・結社の自由、新聞発行の自由を認め、台湾住民の大陸訪問も解禁した。これにより1991年には台湾住民の大陸訪問が約100万人に達した。
1988年に蔣経国が死去し、副総統から昇格した本省人の李登輝総統は、就任後まもなく「三不政策」の転換を図った。1989年5月、アジア開発銀行年次総会に当たり、台湾代表団が初めて北京に派遣され、人民大会堂で中国国歌の演奏を起立して聴いた。1990年7月には対中政策を統括する国家統一委員会を、1991年1月には対中窓口機関として海峡交流基金会（海基会）を相次いで設立した。さらに、1991年5月、国共内戦への総動員体制の法的根拠となっていた動員戡乱時期臨時条款を約43年ぶりに廃止し、台湾が一方的に共産党との内戦状態の終了を宣言する形となった。こうして中台交渉の道を開く一方、国家統一綱領で中台双方が対等な「政治実体」であるとの前提で段階的に中国統一を目指す方針も策定し、暗に中国主導による一国二制度の統一方式を拒否した。
中国側は台湾独立を掲げる民主進歩党（民進党）の合法化など台湾の民主化を警戒しつつも、海基会のカウンターパートとして海峡両岸関係協会（海協会）を設立。民間実務機関という形をとりながら、両岸当局の接触・交渉が公の場で始まった。双方が一つの中国原則をめぐり激しく対立する中、1993年4月、シンガポールで辜振甫海基会董事長（理事長）と汪道涵海協会会長による初の中台トップ会談が実現した（第一次辜汪会談）。

### 台湾の実務外交の展開と摩擦
李登輝政権は発足当初から台湾の国際的生存空間を拡大させるため、名より実をとる「実務外交」を展開し、在外窓口機関を通じた非公式実務関係の強化を図った。1990年、GATTに「台湾・澎湖・金門・馬祖」名義での加盟申請を行い（2002年のWTO正式加盟に結実した）、1991年にはAPECに中華台北 (Chinese Taipei) 名義で、経済地域体という形式でありながら正式参加を果たした（以後2001年を除き毎年代表を派遣）。さらに1993年からは国連復帰（再加盟）活動も開始し、1993年にはそれまで香港などを介した間接投資のみだった大陸への直接投資も解禁した（以後2007年まで、台湾を承認する国家が国連総会に「中華民国」加盟を討議する委員会設置を求める総会決議案を提出し続けたが、中国の反対で却下されてきた）。李登輝はじめ、郝柏村・連戦両行政院長による首脳外交も活発化した。
これに対して中国当局は激しい外交工作で対抗、1988年から1995年までの間にサウジアラビアやイスラエル、韓国、シンガポールなど6カ国を台湾との国交断絶に追い込んだ。1994年に起きた千島湖事件で、中国の対応に憤慨した台湾では独立機運が高まった。鄧小平の後継指導者となった江沢民中国共産党総書記は、1995年1月、台湾に向けて一つの中国原則のもとでの敵対状態終結交渉など8項目を提案した（江八点）。しかし、3カ月後、李登輝は中国の武力行使放棄など6項目を逆提案、江八点を事実上拒否した（李六条、李六点）。これを受け、江沢民は「文攻武嚇」として李登輝を批判して武力を以て威嚇する姿勢を打ち出した。

### 台湾海峡ミサイル危機
1995年5月、李登輝が台湾総統として初めて訪米し、母校コーネル大学で「台湾に存在する中華民国（中華民国在台湾）」をアピールしたことに対し、中国が猛烈な李登輝非難キャンペーンを展開した。中国は同年7月から8月にかけて台湾近海を標的とするミサイル演習を繰り返し、同年末の台湾立法委員選挙前にも大規模な三軍上陸演習を実施。1996年3月に予定されていた初の総統直接選挙の直前にも大規模な軍事演習計画を発表し、中台間の緊張が極度に高まった。しかしアメリカが空母2隻を中心とする機動部隊を台湾海峡に派遣したため、中国軍は演習規模の大幅な縮小を余儀なくされ、李登輝が対中感情の悪化した台湾世論の圧倒的支持で当選した。

### 「二国論」の波紋
李登輝再選後、中国は露骨な軍事的威嚇をひとまずやめ、台湾の後ろ盾である米国との関係改善に意を注いだ。1997年10月に江沢民の公式訪米が実現、1998年6月にはクリントン大統領から台湾独立、一中一台、台湾の国連等加盟に対する不支持（三つのノー）を引き出すことに成功した（ただし口頭の発言であり、公式文書化されてはいない）。さらに江八点に基づく統一交渉を再び呼び掛け、1998年10月に第二次辜汪会談が開かれたものの実質的な関係進展はみられなかった。
中国の攻勢に危機感を強めた李登輝は、後に民主進歩党主席から第7代総統となる蔡英文らとともに中台関係の法的位置づけの見直しに着手し、1999年7月、ドイツの放送局ドイチェ・ヴェレのインタビューで「台湾と中国は特殊な国と国との関係」と表明した（二国論）。中国はこれを徹底批判し、汪道涵海協会会長の訪台キャンセルや軍事威嚇（戦闘機の台湾接近）で対抗した。中台間の緊迫は台湾大地震の発生でひとまずやみ、李登輝政権も中台緊張を危惧する国際世論に配慮して二国論に基づく憲法改正に踏み込まなかった。

## 胡錦濤の「中国」と陳水扁の「台湾」（2000年～2008年）

### 一辺一国論と台湾正名運動
中国は、2000年3月の台湾総統選挙を控え、台湾側が統一交渉を無期限に拒否した場合には武力行使をするとの「台湾白書」で牽制したが、台湾独立綱領をもつ民進党の陳水扁が当選、史上初の政権交代が起きた。ただ陳水扁総統は同年5月の就任演説で、在任中に台湾独立宣言しないなどの穏健的現実路線を表明（五つのノー）。2001年、2002年の新年談話でも将来的な「政治統合」にも言及し、中国当局に対話を呼び掛けた。
しかし、江沢民は“陳水扁政権相手にせず”の方針を堅持、陳水扁の党主席兼任が決まった民進党大会の日にあわせてナウルと国交を結び、台湾との国交を断絶させた。それから間もなく、陳水扁は中台関係を一辺一国と位置づける見解を発表、台湾独立を問う住民投票実施の検討に言及した。さらに、SARS流行に際して中国が台湾の世界保健機関 (WHO) 加盟に反対の態度を変えなかったことに対する台湾人の反発が強まり、「脱中国化」を目指す台湾正名運動が公然化。2003年9月には「TAIWAN」を付記した中華民国パスポートの発行に踏み切った。

### 反国家分裂法制定と国共党間交流
2004年3月の総統選挙で再選（ただし同日実施された中国にミサイル撤去を求める住民投票は不成立）に成功した陳水扁は、当初対中融和路線をとり、10月に1992年香港会談に言及して中国に対話を呼び掛けた。しかし中国側はこれを拒否し、2005年3月14日、第10期全国人民代表大会第3回大会で、台湾独立に対して「非平和的手段」を取ることを定めた反国家分裂法を採択、直ちに施行した。
中国は民進党政権との対話を拒否する一方で、国民党など野党との対話路線を推し進めた。まず、反国家分裂法制定からまもない2005年4月、北京で胡錦濤共産党総書記と連戦国民党主席の60年ぶりの国共トップ会談を行い、平和協定締結の促進などに合意、台湾へのパンダ贈呈も約束した。胡錦濤は宋楚瑜親民党主席とも会談した。さらに、2006年4月から国共両首脳陣が経済政策を定期的に協議する両岸経済貿易文化フォーラムを発足。政治的緊張とは裏腹に、台湾企業の中国大陸進出は飛躍的に増加し、2005年春節には中台直行チャーター便が史上初めて就航。10月には台湾での人民元両替が認可された。
中国に無視された陳水扁は2006年2月27日、国家統一綱領の適用終了、国家統一委員会の活動停止を宣言するとともに、台湾正名運動を再発動し、中正国際空港、中華郵政、中国石油、中国造船を次々に「台湾」を含む名称に改名した。しかし、陳水扁らの金銭スキャンダルが相次ぎ、民進党の支持率は急低下。間もなく下野を余儀なくされた。

## 国民党政権復帰による中台接近（2008年～2016年）

### 中台対話の再開と政治交流の進展
2008年3月の総統選で当選した国民党の馬英九は、就任後まず中台関係の改善に乗り出した。九二共識受入れを表明し、中台関係の位置づけに関し、李登輝が打ち出した「特殊な国と国の関係」を否定し、「一つの国家の中の特殊な関係」を提起した。中台が外交関係の奪い合いの中止を呼び掛け、李登輝政権以来15年間続けてきた国連加盟運動を休止し、国連専門機関参加を推進する方針も表明した。陳水扁前政権が拒否していた中国からのパンダ受け入れも決定し、台湾でパンダブームが起きた。2008年12月には、香港鳳凰衛視のインターネット生放送で中国向けの談話も発表した。
中国側も、馬英九政権発足直後から積極的な対話姿勢を打ち出し、まず5月に胡錦濤と呉伯雄国民党主席の国共江陳会談を、6月に江丙坤海基会理事長と陳雲林海協会会長の江陳会談を、11月にAPECを利用した胡錦濤と国民党名誉主席の会談を相次いで実現させた。こうして民進党政権で長らく中断していた海基会・海協会ルートの江陳会談が、馬英九政権になってから年2回のペースで開かれるようになっている。また、中国は馬英九が呼び掛けた「外交休戦」を事実上受け入れ、2009年5月に台湾のWHO総会オブザーバー参加容認に方針転換した。2009年に制作された中国の国策映画である『建国大業』を国務院台湾事務弁公室主任の王毅の勧めで見た蔣介石の孫で当時国民党副主席の蔣孝厳が蔣介石の愛国的一面が描かれたことを「客観的な歴史評価」と称賛して台湾の国民党本部で毛沢東の孫と面会するなど両党の接近は著しかった。
一方、民進党重鎮の陳菊高雄市長も2009年5月に初訪中し、郭金龍北京市長、韓正上海市長との会談を実現。中国は国務院台湾事務弁公室に「政党部」を新設し、民進党の取り込みを始めた。2010年4月には、韓正上海市長が中国の直轄市長として初めて訪台し、台北市と都市フォーラムを開催した。2012年10月には、総統選で馬英九の対立候補だった謝長廷が中国共産党とのパイプを民進党にも築きたいと表明して中国を訪問、王毅主任や戴秉国国務委員と相次いで会談するなど、中台政治交流も徐々にレベルを上げて拡大した。

### 「三通」解禁と“中台FTA”締結
2008年12月には中台間の定期直航便が就航し、中国大陸住民の台湾観光や三通が解禁された。その後も、長年正統性を争ってきた北京故宮博物院と台湾国立故宮博物院の共同展示会、中国資本の台湾投資解禁、金融協力、メディア交流、軍事フォーラム、共産党地方幹部の訪台団派遣、中国の司法試験の台湾人受験者への開放など、各方面で中台交流が急速に進んだ。2009年5月には、中台双方に初めて準政府機関の常駐事務所として観光事務所が設置された。
中台関係は急速に緊密化し、いまや台湾の輸出額の4割が中国を占め、中国進出台湾企業は10万社、中国在住台湾人は上海、アモイ、広州など大都市を中心に100万人（台湾の全人口は約2300万人）、年間往来者数は年間500万人を超えるといわれるまでになった。台湾の国際結婚の配偶者も40万人のうち26万人が中国大陸人である。政治的な敵対関係とは裏腹に民間での結び付きの強さがうかがえる。
さらに、2010年6月29日、中国・重慶市における海基会・海協会ルートの中台トップ会談で、両岸経済協力枠組協議 (ECFA) を締結した。名称は分かりにくいが、中国側が539品目、台湾側が267品目（貿易額で合計約167億ドル）について2013年1月までにゼロ関税とするもので、実質的な中台自由貿易協定 (FTA) である。協定は台湾側にかなり有利な内容となっており、台湾は中台経済一体化が主権の危機をもたらすとの民進党などの批判をかわし、中国は「台湾に譲歩し過ぎ」との国内の批判を押え込んで締結にこぎ着けた。

### 中台軍事バランスの変化
中国と台湾の軍事バランスは、長年、アメリカの台湾関係法による武器供与もあって台湾側が圧倒的に有利とされてきたが、中国・人民解放軍の急速な近代化により台湾の優位性が後退、近い将来中国有利に逆転するとの懸念が出ている。台湾海峡をはさんだ軍拡競争に歯止めがかかる兆しはない。
中国は1990年代以降、台湾を射程に収めたミサイルを毎年50～100基ペースで増強してきたが、馬英九政権発足後は毎年数百基単位で増加させ、2010年末には2000基に達すると予測されている。さらに2010年内に台湾攻撃用の大型軍艦51隻、潜水艦43隻を配備するなど海軍力も増強し、空軍も台湾から約1100キロメートル以内の地域に戦闘機1900機を配備しているという。
他方、台湾は陳水扁政権時代、立法院で少数与党であったことやアメリカ・ジョージ・W・ブッシュ政権と関係が悪化したことなどから、アメリカの武器供与が滞り、中台軍事バランスの変化に拍車をかけていたが、アメリカが馬英九政権発足後の2008年10月、地対空ミサイル・パトリオット (PAC3)、攻撃型ヘリコプター、対艦ミサイルなど総額約65億ドル相当の武器供与を決定。さらにバラク・オバマ政権も2010年1月、総額64億ドル相当の武器供与を決定したが、猛反発する中国に配慮して新型戦闘機F16や潜水艦の供与が見送られた。

### 「胡六点」と台湾宥和政策
中国は中台経済交流の進展を受け、「中台統一」を見据えた政治対話を実現すべく、台湾懐柔策を矢継ぎ早に出した。まず、胡錦濤党総書記は2008年12月31日、「両岸は国家が統一されていない特殊な状況」と認め、「両岸の軍事問題についての相互信頼システムの確立」を呼び掛ける談話を発表した（胡六点）。
2009年5月、中国は、台湾のWHO総会 (WHA) オブザーバー参加を容認する方針に転換し、上海万博に台湾を正式招待するなど（台湾の万博招待は40年ぶり）、台湾側の歓心を買う動きを強めた。この頃、温家宝首相が公の場で「台湾に這ってでも行きたい」と発言したり、福建省で開催された中台政治関係者の対話「海峡フォーラム」の席で、王毅国務院台湾事務弁公室主任が中台交流モデル地区構想を披露したことも波紋を呼んだ。2009年8月の台湾南部の台風水害では、約50億台湾ドルの義援金も送った。
ただ、2011年5月、WHOが加盟国に「中国台湾省」の名称使用を求める内部通達を出していたことが発覚し、馬総統が「中共による圧力は明らか」と激怒し強く抗議した（WHO事務局長は香港人のマーガレット・チャン）。

### チベット・ウイグル問題をめぐる摩擦
中台融和が急速に進む中、中国にとって最も敏感な問題であるチベット、ウイグル問題が新たな火種に浮上した。
2008年12月4日、ダライ・ラマ14世の訪台を中国への配慮から拒否した馬英九中華民国総統に対し、王金平立法院長は「（ダライ ・ラマ14世の訪台を）宗教的な角度から見れば、台湾にとってよい事であると信じる。ダライ・ラマ14世は人々から信頼、尊敬される宗教指導者であることからも、台湾はこの問題を再考すべきだ」とダライ・ラマ14世の訪台の再検討を要望し、民主進歩党の邱議瑩立法委員は「馬英九が政権を握っている間はずっと、ダライ・ラマ14世訪台は『タイミング的に悪い』。なぜなら馬さんは中国の台湾区長に過ぎないからだ」などと馬英九中華民国総統を揶揄した。
2009年8月30日、ダライ・ラマ14世は、台風第8号の被災者を慰問するために訪台した。その際、「（訪台は）極めて非政治的なもの」として、台湾の独立問題は「われわれは台湾の分離を求めているわけではないが、台湾の運命は2000万人以上の住民の手に掛かっている」「台湾は民主主義を享受しており、わたし自身も民主主義の推進に力を注ぎたい」と語った。これに対して中国は断固反対の声明を繰り返し、南京市共産党トップや中国人民銀行副総裁の訪台延期などで対抗措置をとった。
2009年9月には高雄市などでラビア・カーディル世界ウイグル会議議長のドキュメンタリー映画が上映された。中国側は高雄市観光中止を指示し、ホテルの大量キャンセルで対抗した。ただ、その後、台湾政府は中台関係悪化を懸念し、ラビア・カーディル議長の台湾入国を拒否し続けている。
ダライ・ラマ14世はこれまで1997年、2001年、2009年の3度訪台しており、「大変楽しかった台湾の旅を忘れたことはない」と4度目の訪問に意欲を示しており、2019年8月に台湾の客家テレビの取材に応じ、台湾に対する中国からの圧力が強まっていることを「くじけてはいけない。情熱を持ち続けなさい」「民主主義と自由をもって最終的に全体主義に勝つことができる」などと述べた。
台湾の国会には、2016年に発足したチベット支援の議員連盟「台湾国会チベット連線」があり、議連の会長をフレディ・リムが務めており、その他にも民主進歩党、中国国民党、台湾基進、時代力量の議員が多数加わっている。「台湾国会チベット連線」は、ダライ・ラマ14世の訪台を目指しており、2020年7月8日の「台湾国会チベット連線」の記者会見で、民主進歩党の洪申翰立法委員は、近年、中国共産党はチベット・香港・新疆への弾圧を強めており、台湾は圧迫される民族の側に立つと述べ、チベットが一日も早く自由を取り戻すことを願うと述べ、記者会見に招かれたチベット亡命政府の駐台代表は、威圧や脅しをかける中国に一丸となって立ち向かわなければならないと訴えた。
2020年7月6日、ダライ・ラマ14世は85歳の誕生日を迎えるにあたり、台湾の支持者に宛てたビデオメッセージで「政治的状況の変化に伴い、再び台湾を訪問することができるかもしれない。何が起ころうとも、私の心はあなた方と共にある」と台湾訪問への意欲を示し、これに対して外交部は、ダライ・ラマ14世が台湾を訪問する場合は歓迎すると述べた。
2021年7月6日に蔡英文中華民国総統は、ダライ・ラマ14世の86歳の誕生日にあたり、SNSを通じて誕生日を祝し「（新型コロナウイルス感染症の）大流行が続く中、互いに助け合うため活動することがなぜ重要かを教えてくれたことに感謝したい」と伝えた。

### 「十六字箴言」をめぐる新たな攻防
2010年6月のECFA締結を契機に、中国側は中台対話のレベルを経済分野から政治・安全保障分野に格上げし、中台統一問題の協議入りを目指すとみられているが、台湾側は政治対話への慎重論が根強く、中台関係は新たな政治的駆け引きの段階に入っている。
馬英九は、中国に対し台湾向け攻撃ミサイルの撤去や、国連機関への加入妨害の中止を求め、「正視現實、累積互信、求同存異、續創雙贏」（現実を正視し、相互信頼を蓄積し、相違を残し共通点を求め、ウイン・ウイン関係を継続的に築く）という原則（十六字箴言）を提起。任期中は統一問題を協議しないと牽制しつつ、国交のない日本やアメリカなどとのFTA締結を目指す構えをみせている。
一方、胡錦濤は、2010年7月12日、呉伯雄国民党名誉主席との会談で馬英九の十六字箴言と基本的に同じ立場だとの認識を示し、同年7月30日、国防部報道官も「一つの中国」原則の受入れを条件にミサイル撤去の協議に応じると表明した。すると、台湾の呉敦義行政院長は、台湾の主権を正視すべきと中国側の提案を拒否した。

### 中国人民解放軍の「六場戦争（六つの戦争）」計画
詳細については、「中国人民解放軍#中国人民解放軍の「六場戦争（六つの戦争）」計画」も参照の事。
2013年7月、中国政府の公式見解ではないとしながらも、中国の『中国新聞網』や『文匯報』などに、中国は2020年から2060年にかけて「六場戦争（六つの戦争）」を行うとする記事が掲載された。この「六場戦争（六つの戦争）」計画によれば、中国は2020年から2025年にかけて台湾を取り返し、2028年から2030年にかけてベトナムとの戦争で南沙諸島を奪回し、2035年から2040年にかけて南チベット（アルナーチャル・プラデーシュ州）を手に入れるためインドと戦争を行い、2040年から2045年にかけて尖閣諸島と沖縄を日本から奪回し、2045年から2050年にかけて外蒙古（モンゴル国）を併合し、2055年から2060年にかけてロシア帝国が清朝から奪った160万平方キロメートルの土地（外満州、江東六十四屯、パミール高原）を取り戻して国土を回復するという。
オーストラリア国立大学研究員のGeoff Wadeは、この記事について一部の急進主義者の個人的な見解にすぎないという意見があるが、中国の国営新聞も報道しており、中国政府の非常に高いレベルで承認されたものとみなすことができ、また中国の「失われた国土の回復」計画はすでに1938年から主張されていたと指摘している。

## 民進党復帰による関係悪化 2016年~
2021年2月 - 中国は台湾産果物であるパイナップル、レンブ、養殖魚ハタ、コーリャン酒など2千品目を超える食品などについて、害虫や新型コロナウイルスの検出などを理由に輸入を翌月から禁止すると発表した。
2021年6月、台湾民意基金会が台湾在住の20歳以上の成人1072人を対象に行った中国共産党に対する世論調査では、中国共産党に対して、肯定的な感情を持つ台湾人は10%にとどまり、否定的な感情を持つ人は47%に上り、中国共産党に対して最も強い嫌悪感を感じる場合は0、どんな感情も抱かない場合は50、強い好感を抱く場合は100とすると、台湾人の中国共産党に対する平均は32.2度だった。台湾民意基金会は「台湾人の共産党への感情は氷点下に近い」と指摘している。
2021年8月10日、台湾のシンクタンクである台湾制憲基金会が実施した世論調査の結果を発表し、中台関係は、38.9%が独立を支持、50.1%が現状維持、統一は4.7%だった。また、中台間の軍事的緊張が高まっていることについて、36%が「台湾防衛のために戦場に行く」、28.3%が「戦場に行くかもしれない」、16.2%が「戦場には行かない」と回答した。外交面では、アメリカに好感を持つ人が75.6%、日本に好感を持つ人が83.9%、中国に好感を持つ人は16.4%にとどまり、9割近くがアメリカや日本と正式な外交関係を構築することを支持した。
2021年10月1日、台湾・台北の立法院前で反中国デモが行われ、チベットの旗や「光復香港、時代革命（香港を取り戻せ、時代の革命だ）」と書かれた横断幕が掲げられ、中国の国旗や習近平共産党総書記（中国最高指導者）の肖像を上下逆さまにして落書きをする参加者もいた。
2022年8月、ペロシ下院議長の訪台に対する報復として、中国は台湾近海で軍事演習を行った。それに対し、台湾も軍事演習を行っている。
2022年9月、日中国交正常化50周年を迎え、正常化した日中関係は悪化する一方、断交した日本と台湾は交流が活発化している逆転現象が生じていると指摘されている。小笠原欣幸は、「50年前、日台を断交に追い込んだ中国共産党は孤立した台湾が中国を頼ると考えていたが、もくろみは外れ、日台交流はむしろ活発化した。日本台湾交流協会の今年の世論調査では、台湾で『最も好きな国』を『日本』とする回答が60%に上るが、『中国』は5%にすぎない。…台湾では統一反対派が圧倒的多数で、日米を頼りにせざるを得ない。台湾の現状維持には米国の軍事力が不可欠。また、日本との民間交流は国際社会とのつながりを保つ上で重要な役割を果たしている。台湾の孤立を図る中国に対抗する中で、日本と強い結び付きがあり、欧米からも関心を寄せられている現状は台湾の自信につながっている」と指摘している。
近年中国は台湾人の中国での起業を後押ししており、2023年2月現在、中国全土に90か所以上の「両岸青年創業基地」を設けている。

## 台湾人の対中意識の変化

### 2009～2010年
馬英九政権後の中台接近を背景として、台湾人の根強い“反中”感情にも変化が出始めている。2009年、2010年の世論調査では、非友好国ランキング1位に中国が選ばれ、中国に対する不満・不信感は薄らいでいないが、中国は同じ調査で「最も親しくすべき国」の1位にも選ばれ、中台交流を支持する世論が強まっていた。
2010年6月の両岸経済協力枠組協議 (ECFA) 締結直後の世論調査では、台湾住民の61%がECFA締結を支持。同年8月に台湾紙・旺報が実施した世論調査では、67%が「中国本土は台湾の発展にとって重要」と答え、前年同期の調査より10%増えた。

### 2010～現在
ただし、2010年8月末に実施した聯合報の世論調査では、「永遠に現状維持」が最多の51%（10年前は32%）、「すぐに独立」が16%（同12%）、「現状維持後、独立」が15%（同14%）、「現状維持後、統一」が9%（同20%）、「すぐに統一」が5%（同9%）と、陳水扁政権発足後の10年で統一志向が半減しており、対中感情が改善しても独立意識は弱まる気配はない。
さらに、2019年に中央通訊社が行った台湾の青少年に対する調査では、40.3%の人が「現状維持。その後に独立」、25.2%が「現状維持。その後、状況に応じて独立か統一を判断する」、14％が「永遠に現状維持」、3.7%が「現状維持。その後に統一」、0.9％が「即時統一」と言う結果となり、現状維持が80％を超える割合を占める事となった。民進党の蔡英文政権発足後も現状維持の割合が止まることなく増加、加えて独立の支持も広がっている。